# Václav Jirásek (politik)
Václav Jirásek (26. srpna 1899 – ???) byl český a československý politik Československé strany národně socialistické (po roce 1948 oficiálně nazývaná Československá strana socialistická) a poválečný poslanec Ústavodárného Národního shromáždění a Národního shromáždění ČSR. Později pronásledován a vězněn.

## Biografie
Pocházel z Prahy. V roce 1946 se uvádí jako úředník ministerstva průmyslu.
V parlamentních volbách v roce 1946 se stal poslancem Ústavodárného Národního shromáždění za národní socialisty. V parlamentu zasedal do voleb do Národního shromáždění roku 1948, v nichž byl zvolen do Národního shromáždění ve volebním kraji Ústí nad Labem. Patřil k té části národních socialistů, která souhlasila s průběhem komunistického převratu v roce 1948, a setrval ve straně i poté, co se přejmenovala na Čs. stranu socialistickou a stala se loajálním spojencem komunistů. Mandát zastával do března 1949, kdy rezignoval. Do parlamentu místo něj nastoupil Antonín Žák. Později byl pronásledován komunistickým režimem a v 50. letech vězněn v Leopoldově.